# Chloroclysta coarctata
Chloroclysta coarctata là một loài bướm đêm trong họ Geometridae.